# Patrick Abercrombie

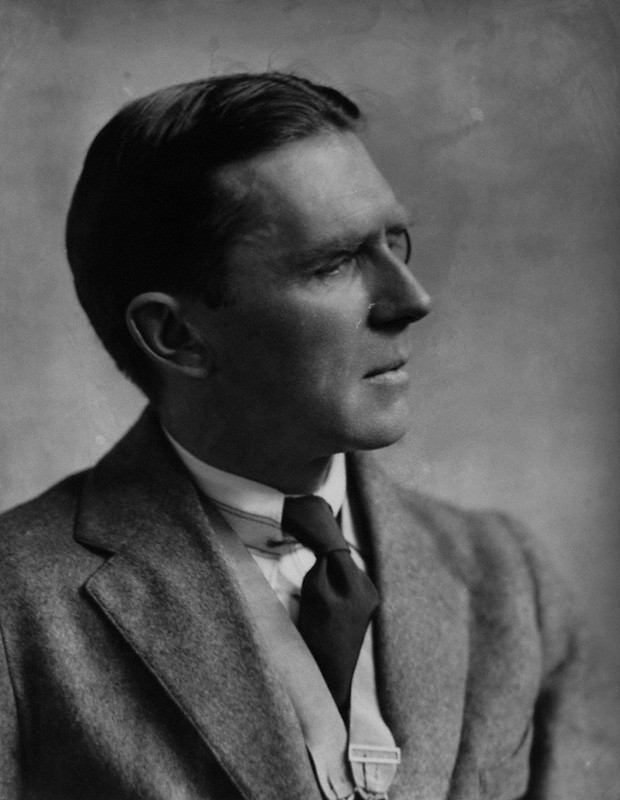
Abercrombie (1942)

Leslie Patrick Abercrombie (* 6. Juni 1879 in Ashton-upon-Mersey; † 23. März 1957 in Aston Tirrold, Oxfordshire) war ein britischer Stadtplaner. Er entwarf 1943 den County of London Plan und 1944 den Greater London Plan, der die Grundlage für den Wiederaufbau Londons nach dem Zweiten Weltkrieg legte.
Patrick Abercrombie ist der Bruder von Lascelles Abercrombie. 1910 gründete er die Zeitschrift Town Planning Review und 1915 wurde er zum Professor für Bauingenieurswesen an der University of Liverpool ernannt. 1935 erhielt er die zweite Professorstelle für Stadtplanung in Großbritannien (nach Stanley Davenport Adshead) am University College London. In den 1920ern und 1930ern verfasste er mehrere beschreibende Studien über die Städte Paris, Wien, Brüssel und Berlin.
Abercrombie warnte früh vor Zersiedelung: 

“the biggest challenge will be to withstand the pressure throughout the world to suburbanize the country as well as the towns...with modern systems of mass production and distribution it is all too easy to proliferate man’s modern technical products; but, if the countryside is not to be overrun, the need to maintain nature reserves of wilderness and plain, coastal belt and sea, is all-important ... it is essential to create both urban and rural aesthetic standards to avoid the universal spread of subtopia.”

1950 wurde ihm die Goldmedaille des American Institute of Architects verliehen. Seit 1947 war er assoziiertes Mitglied der Königlichen Akademie der Wissenschaften und Schönen Künste von Belgien.

## Werke (Auswahl)
- Patrick Abercrombie: The English Countryside. In: The Political Quarterly. Band 1, Nr. 2, April 1930, S. 207–225, doi:10.1111/j.1467-923X.1930.tb01480.x.
- Some Notes on German Garden Villages, 1910, JSTOR:40100045
- Paris: Some Influences That Have Shaped Its Growth, 1911, JSTOR:40100766